# باشگاه فوتبال تاویستوک
باشگاه فوتبال تاویستوک (به انگلیسی: Tavistock Association Football Club) یک باشگاه فوتبال در شهر تاویستوک، دوون، کشور انگلستان است که در سال ۱۸۸۸ میلادی تأسیس شده‌است.